# Bulvtoftatjärnen
Bulvtoftatjärnen är en sjö i Malå kommun i Lappland och ingår i Umeälvens huvudavrinningsområde.